# تاتیانا سامویلووا

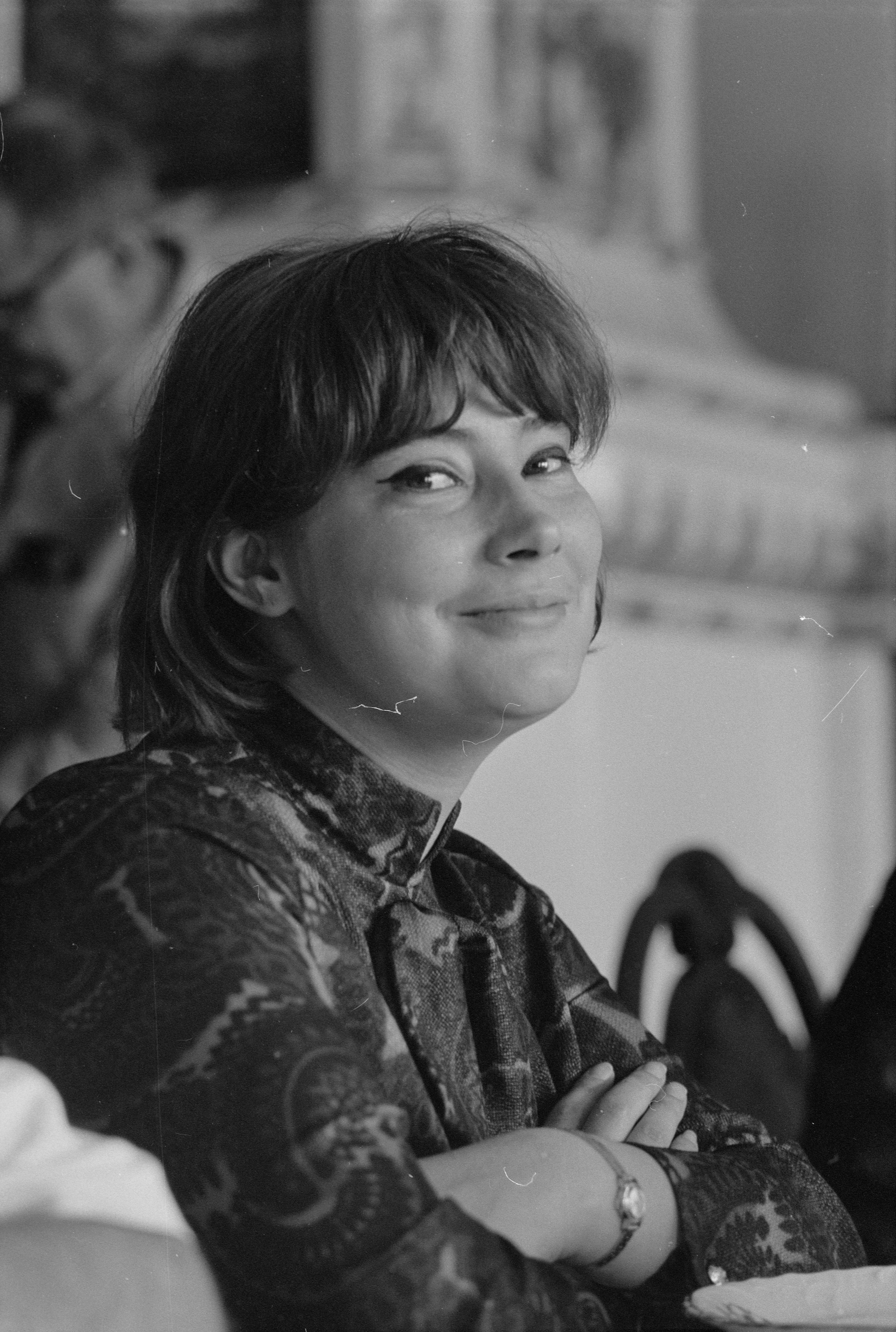
تصویری از تاتیانا سامویلووا - ۱۹۶۸

تاتیانا سامویلووا (روسی: Татья́на Евге́ньевна Само́йлова؛ ‏ ۴ مهٔ ۱۹۳۴ – ۴ مهٔ ۲۰۱۴) بازیگر اهل اتحاد جماهیر شوروی سوسیالیستی بود.
از فیلم‌هایی که وی در آن نقش داشته است می‌توان به آنا کارنینا، نامه‌ای که هرگز فرستاده نشد و درناها پرواز می‌کنند (برنده نخل طلایی جشنواره فیلم کن) اشاره کرد.
وی همچنین برنده جوایزی همچون هنرمند مردمی روسیه شده است.